# Oakbrook Terrace
Oakbrook Terrace è un comune degli Stati Uniti d'America, situato nell'Illinois, nella contea di DuPage. Fa parte dell'area metropolitana di Chicago.